# Бунгакукай
Бунгакукай (яп. 文學界 бунгакўкай, «Литературный мир») — японский ежемесячный литературный журнал, выпускаемый издательским домом «Бунгэй сюндзю». Ориентирован на публикацию литературы дзюнбунгаку. Журналом курируется собственная литературная премия для дебютантов. Наряду с журналами «Синтё», «Гундзо», «Субару» и «Бунгэй» входит в пятёрку ведущих японских толстых литературных журналов.

## История
Впервые журнал, получивший название «Бунгакукай», начал выходить ещё в 1890-е годы. У истоков журнала, в эпоху Мэйдзи ставшего своего рода трибуной школы романтиков, стояли поэт Китамура Тококу и писатель Симадзаки Тосон. Одним из его редакторов был поэт и переводчик Бин Уэда.
К современному журналу «Бунгакукай», однако, это издание прямого отношения не имело. Прообраз последнего возник в 1930-е годы, когда свой журнал начала выпускать группа литераторов во главе с Хидэо Кобаяси и Фусао Хаяси. Изначально журнал был ориентирован на авторов, придерживавшихся кредо «искусства ради искусства». Ситуация изменилась в 1938 году, когда Дзюн Исикава опубликовал в нём свою антимилитаристскую «Песнь Марса». Возникли проблемы с цензурой, в результате чего на журнал был наложен денежный штраф, который вместо бывшего тогда редактором Тэцутаро Каваками выплатил Кан Кикути, основатель «Бунгэй сюндзю». В связи с этим журнал перешёл в ведомство этого издательского дома, который и продолжает выпускать его до настоящего времени.